# Éliminatoires de la Coupe du monde de football 2014 : zone Afrique, groupe B
Le groupe B du deuxième tour des éliminatoires de la coupe du monde 2014 est composé de la Tunisie, champion d'Afrique 2004 et grand favori, de la Sierra Leone et des cap-verdiens, équipes dures à jouer. L'équipe du premier tour, venant compléter le groupe, est la Guinée équatoriale, vainqueur (2-0, 1-2) de Madagascar.

## Classement
| Rang | Équipe             | Pts | J | G | N | P | Bp | Bc | Diff |  | Résultats (▼ dom., ► ext.) |     |     |     |     |
| ---- | ------------------ | --- | - | - | - | - | -- | -- | ---- |  | -------------------------- | --- | --- | --- | --- |
| 1    | Tunisie            | 14  | 6 | 4 | 2 | 0 | 13 | 6  | +7   |  | Tunisie                    |     | 3-0 | 2-1 | 3-1 |
| 2    | Cap-Vert           | 9   | 6 | 3 | 0 | 3 | 9  | 7  | +2   |  | Cap-Vert                   | 1-2 |     | 1-0 | 3-0 |
| 3    | Sierra Leone       | 8   | 6 | 2 | 2 | 2 | 10 | 10 | 0    |  | Sierra Leone               | 2-2 | 2-1 |     | 3-2 |
| 4    | Guinée équatoriale | 2   | 6 | 0 | 2 | 4 | 6  | 15 | -9   |  | Guinée équatoriale         | 1-1 | 0-3 | 2-2 |     |

Le Cap-Vert, la Sierra Leone et la Guinée Equatoriale sont éliminés de la course à la qualification pour la Coupe du monde 2014.
La Tunisie est qualifiée pour le troisième tour.

## Calendrier et résultats
| 1re journée             | Sierra Leone                  | 2 – 1   | Cap-Vert     | Brookfields National Stadium, Freetown          |                                                 |
| 2 juin 2012 16:30 UTC+0 | M. Kamara (en) 11e · Suma 26e | (2 – 0) | 90+3e Soares | Spectateurs : 25 000 Arbitrage : William Agbovi | Spectateurs : 25 000 Arbitrage : William Agbovi |
| 2 juin 2012 16:30 UTC+0 | Rapport                       |         |              | Spectateurs : 25 000 Arbitrage : William Agbovi | Spectateurs : 25 000 Arbitrage : William Agbovi |

| 2 juin 2012 | Tunisie                                | 3 – 1   | Guinée équatoriale | Stade Mustapha-Ben-Jannet, Monastir                |                                                    |
| 18:00 UTC+1 | Jemâa 51e · Harbaoui 56e · Hammemi 86e | (0 – 1) | 34e Randy          | Spectateurs : 10 000 Arbitrage : Mehdi Abid Charef | Spectateurs : 10 000 Arbitrage : Mehdi Abid Charef |
| 18:00 UTC+1 | Rapport                                |         |                    | Spectateurs : 10 000 Arbitrage : Mehdi Abid Charef | Spectateurs : 10 000 Arbitrage : Mehdi Abid Charef |

| 2e journée              | Cap-Vert   | 1 – 2   | Tunisie                 | Stade de Várzea, Praia                         |                                                |
| 9 juin 2012 16:30 UTC-1 | Fortes 26e | (1 – 1) | 14e Khalifa · 46e Jemâa | Spectateurs : 3 600 Arbitrage : Redouane Jiyed | Spectateurs : 3 600 Arbitrage : Redouane Jiyed |
| 9 juin 2012 16:30 UTC-1 | Rapport    |         |                         | Spectateurs : 3 600 Arbitrage : Redouane Jiyed | Spectateurs : 3 600 Arbitrage : Redouane Jiyed |

| 9 juin 2012 | Guinée équatoriale | 2 – 2   | Sierra Leone                | Nuevo Estadio de Malabo, Malabo              |                                              |
| 18:00 UTC+1 | Juvenal 14e 40e    | (2 – 2) | 22e Barlay (en) · 25e Teteh | Spectateurs : 4 000 Arbitrage : Adam Cordier | Spectateurs : 4 000 Arbitrage : Adam Cordier |
| 18:00 UTC+1 | Rapport            |         |                             | Spectateurs : 4 000 Arbitrage : Adam Cordier | Spectateurs : 4 000 Arbitrage : Adam Cordier |

| 3e journée               | Tunisie                  | 2 – 1   | Sierra Leone       | Stade olympique de Radès, Radès                       |                                                       |
| 23 mars 2013 19:10 UTC+1 | Darragi 57e · Khazri 72e | (0 – 0) | 74e A. Kamara (en) | Spectateurs : 10 000 Arbitrage : Mohamadou Mal Souley | Spectateurs : 10 000 Arbitrage : Mohamadou Mal Souley |
| 23 mars 2013 19:10 UTC+1 | Rapport                  |         |                    | Spectateurs : 10 000 Arbitrage : Mohamadou Mal Souley | Spectateurs : 10 000 Arbitrage : Mohamadou Mal Souley |

| 24 mars 2013 | Guinée équatoriale                       | 0 – 3            | Cap-Vert                     | Nuevo Estadio de Malabo, Malabo                 |                                                 |
| 17:00 UTC+1  | Nsue 3e 16e (pen.) 78e · Rincón (en) 87e | (sur tapis vert) | 5e 84e Djaniny · 18e Platini | Spectateurs : 8 000 Arbitrage : Mahamadou Keita | Spectateurs : 8 000 Arbitrage : Mahamadou Keita |
| 17:00 UTC+1  | Rapport                                  |                  |                              | Spectateurs : 8 000 Arbitrage : Mahamadou Keita | Spectateurs : 8 000 Arbitrage : Mahamadou Keita |

| 4e journée              | Sierra Leone             | 2 – 2   | Tunisie                              | Brookfields National Stadium, Freetown              |                                                     |
| 8 juin 2013 16:30 UTC+0 | K. Kamara 38e · Suma 70e | (1 – 0) | 55e (pen.) Darragi · 89e Ben Youssef | Spectateurs : 20 000 Arbitrage : Éric Otogo-Castane | Spectateurs : 20 000 Arbitrage : Éric Otogo-Castane |
| 8 juin 2013 16:30 UTC+0 | Rapport                  |         |                                      | Spectateurs : 20 000 Arbitrage : Éric Otogo-Castane | Spectateurs : 20 000 Arbitrage : Éric Otogo-Castane |

| 8 juin 2013 | Cap-Vert                  | 3 – 0            | Guinée équatoriale | Stade de Várzea, Praia                                     |                                                            |
| 16:30 UTC-1 | Babanco 17e · Djaniny 52e | (sur tapis vert) | 54e Obina (en)     | Spectateurs : 3 500 Arbitrage : Helder Martins de Carvalho | Spectateurs : 3 500 Arbitrage : Helder Martins de Carvalho |
| 16:30 UTC-1 | Rapport                   |                  |                    | Spectateurs : 3 500 Arbitrage : Helder Martins de Carvalho | Spectateurs : 3 500 Arbitrage : Helder Martins de Carvalho |

| 5e journée               | Cap-Vert   | 1 – 0   | Sierra Leone | Stade de Várzea, Praia                                |                                                       |
| 15 juin 2013 16:30 UTC-1 | Héldon 13e | (1 – 0) |              | Spectateurs : 3 500 Arbitrage : Anthony Ramsy Raphael | Spectateurs : 3 500 Arbitrage : Anthony Ramsy Raphael |
| 15 juin 2013 16:30 UTC-1 | Rapport    |         |              | Spectateurs : 3 500 Arbitrage : Anthony Ramsy Raphael | Spectateurs : 3 500 Arbitrage : Anthony Ramsy Raphael |

| 16 juin 2013 | Guinée équatoriale | 1 – 1   | Tunisie            | Nuevo Estadio de Malabo, Malabo                 |                                                 |
| 17:00 UTC+1  | Juvenal 36e (pen.) | (1 – 0) | 64e (pen.) Darragi | Spectateurs : 8 000 Arbitrage : Bernard Camille | Spectateurs : 8 000 Arbitrage : Bernard Camille |
| 17:00 UTC+1  | Rapport            |         |                    | Spectateurs : 8 000 Arbitrage : Bernard Camille | Spectateurs : 8 000 Arbitrage : Bernard Camille |

| 6e journée                   | Tunisie | 3 – 0            | Cap-Vert                 | Stade olympique de Radès, Radès                |                                                |
| 7 septembre 2013 19:45 UTC+1 |         | (sur tapis vert) | 28e Platini · 42e Héldon | Spectateurs : 9 000 Arbitrage : Bakary Gassama | Spectateurs : 9 000 Arbitrage : Bakary Gassama |
| 7 septembre 2013 19:45 UTC+1 | Rapport |                  |                          | Spectateurs : 9 000 Arbitrage : Bakary Gassama | Spectateurs : 9 000 Arbitrage : Bakary Gassama |

| 7 septembre 2013 | Sierra Leone                                                  | 3 – 2   | Guinée équatoriale              | Brookfields National Stadium, Freetown           |                                                  |
| 16:30 UTC+0      | Mu. Bangura (en) 20e · Kargbo 38e (pen.) · A. Kamara (en) 68e | (2 – 0) | 85e Bermúdez (en) · 88e Juvenal | Spectateurs : 3 000 Arbitrage : Mohamed El-Fadil | Spectateurs : 3 000 Arbitrage : Mohamed El-Fadil |
| 16:30 UTC+0      | Rapport                                                       |         |                                 | Spectateurs : 3 000 Arbitrage : Mohamed El-Fadil | Spectateurs : 3 000 Arbitrage : Mohamed El-Fadil |

## Buteurs
| Pos | Joueur                  | Pays               | Buts |
| --- | ----------------------- | ------------------ | ---- |
| 1   | Juvenal Edjogo-Owono    | Guinée équatoriale | 4    |
| 2   | Oussama Darragi         | Tunisie            | 3    |
| 3   | Alhassan Kamara         | Sierra Leone       | 2    |
| 3   | Sheriff Suma            | Sierra Leone       | 2    |
| 3   | Issam Jemâa             | Tunisie            | 2    |
| 6   | Odaïr Fortes            | Cap-Vert           | 1    |
| 6   | Marco Soares            | Cap-Vert           | 1    |
| 6   | Héldon                  | Cap-Vert           | 1    |
| 6   | Jimmy Bermúdez          | Guinée équatoriale | 1    |
| 6   | Randy                   | Guinée équatoriale | 1    |
| 6   | Mohammed Kamara         | Sierra Leone       | 1    |
| 6   | Ibrahim Teteh Bangura   | Sierra Leone       | 1    |
| 6   | Samuel Barlay           | Sierra Leone       | 1    |
| 6   | Moustapha Bangura       | Sierra Leone       | 1    |
| 6   | Kei Kamara              | Sierra Leone       | 1    |
| 6   | Ibrahim Kargbo          | Sierra Leone       | 1    |
| 6   | Chedi Hammemi           | Tunisie            | 1    |
| 6   | Hamdi Harbaoui          | Tunisie            | 1    |
| 6   | Saber Khalifa           | Tunisie            | 1    |
| 6   | Wahbi Khazri            | Tunisie            | 1    |
| 6   | Fakhreddine Ben Youssef | Tunisie            | 1    |